# آرکاباتلا (میسیسیپی)
آرکاباتلا (به انگلیسی: Arkabutla) یک منطقهٔ مسکونی در ایالات متحده آمریکا است که در شهرستان تیت، میسیسیپی واقع شده‌است. آرکاباتلا ۵۷٫۹۱ متر بالاتر از سطح دریا قرار دارد.